# Campanula scabrella
Campanula scabrella är en klockväxtart som beskrevs av Georg George Engelmann. Campanula scabrella ingår i släktet blåklockor, och familjen klockväxter. Inga underarter finns listade i Catalogue of Life.

## Bildgalleri

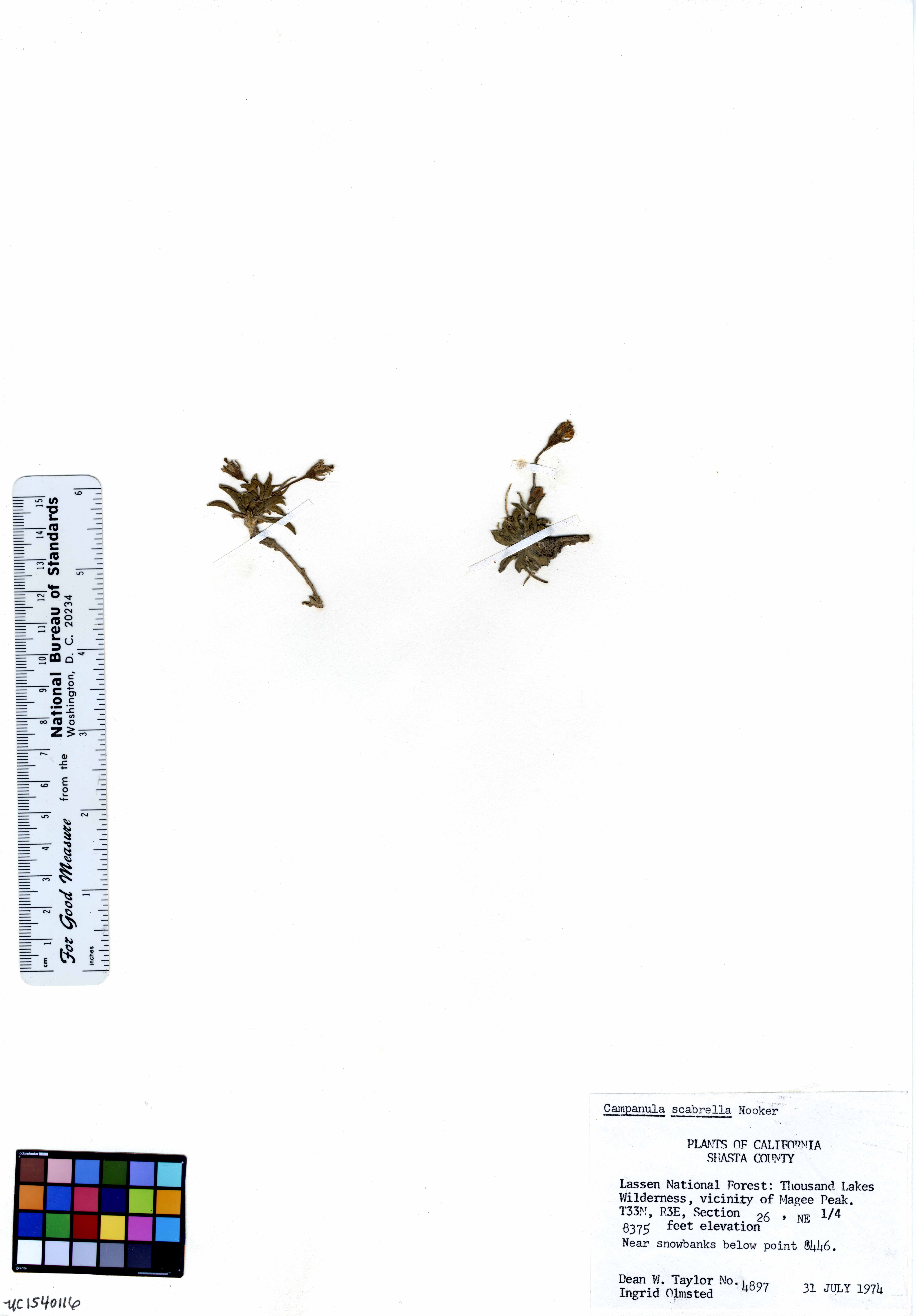